# Lac Santa Fe

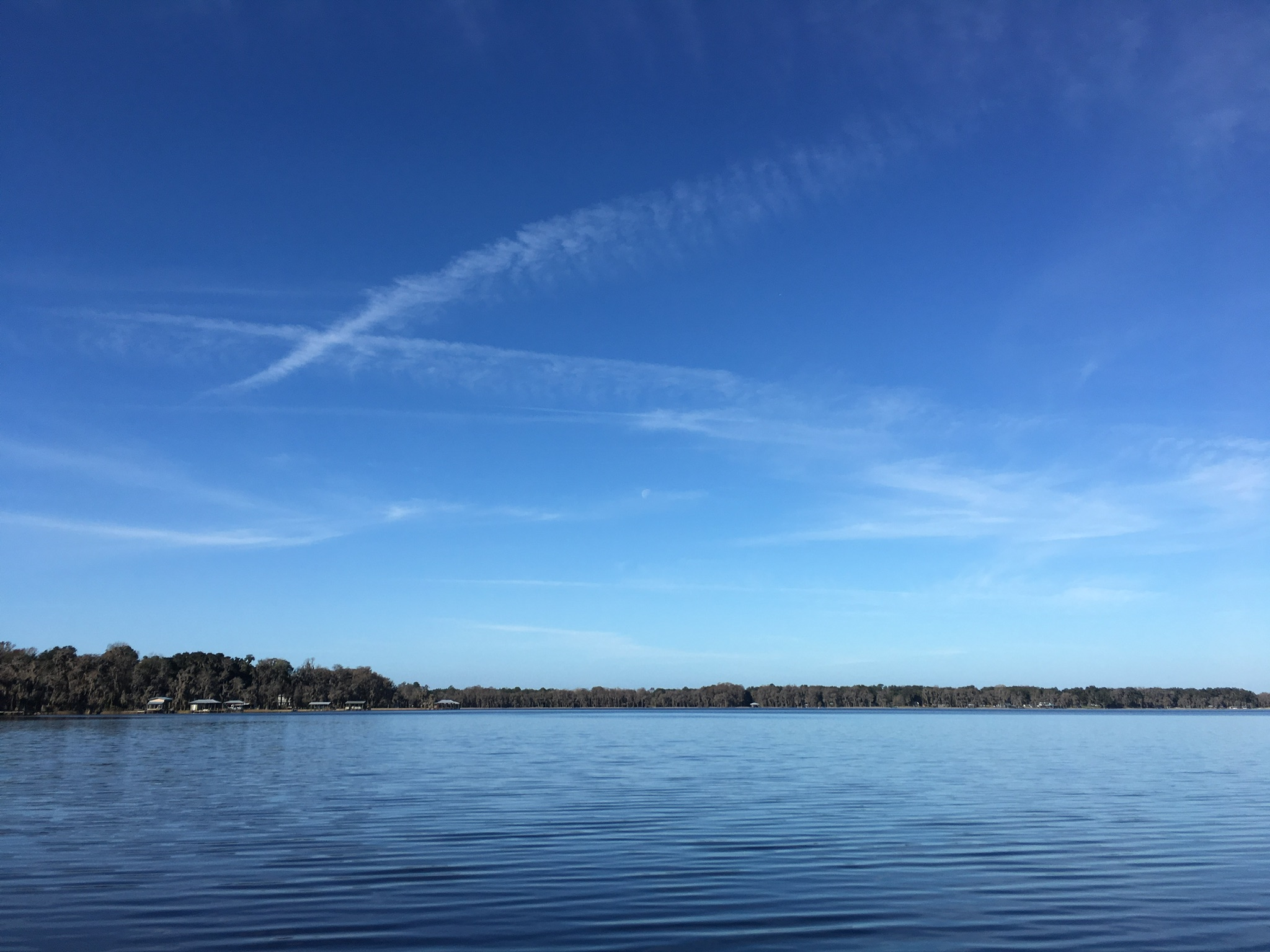

Le lac Santa Fe est un lac de 24 km2 alimenté par les infiltrations de l’aquifère floridien dans le nord-est du comté d’Alachua, en Floride, dans lequel il est entièrement situé à 141 pieds (43 m) au-dessus du niveau moyen de la mer.
Il est l'émissaire de la rivière Santa Fe, affluant du fleuve Suwannee
C’est l’un des lacs les plus grands et les plus stables de Floride. Il est composé en deux parties : le Little Santa Fe au nord pour un quart de la superficie, le Lake Santa Fe proprement dit pour les trois quarts restants, les deux parties communiquant par une passe dse 200 mètres de large.
Le lac Santa Fe est le troisième plus stable des 120 lacs étudiés en Floride, ainsi que l’un des plus clairs. Il est qualifié par l’État de Floride comme ayant une eau exceptionnelle. C’est aussi un exemple d’un lac karstique  assez profond, avec plusieurs endroits de 30 pieds (9 m) ou plus.
Le lac Santa Fe était le plus grand d’une série de lacs reliés par des canaux de dragage dans les années 1870 et 1880. Le canal a été dragué du petit lac Santa Fe au lac Alto. Ce canal est visible encore aujourd’hui. Le transport des passagers et du fret à travers le système de canaux s'est prolongé jusqu'en 1925. L’amélioration des routes et de l’automobile a condamné l’ère des navires à vapeur dans le comté d’Alachua et les canaux sont tombés en désuétude.

## Source
- (en) Cet article est partiellement ou en totalité issu de l’article de Wikipédia en anglais intitulé « Lake Santa Fe » (voir la liste des auteurs).